# Pierre-Antoine Marchais
Pierre-Antoine Marchais, né en 1763 à Paris où il est mort le 2 décembre 1859, est un peintre français.

## Biographie
Pierre-Antoine Marchais expose ses paysages au Salon de 1793 à 1849.
Au Salon de 1814, il expose une Vue du parc du Raincy.
En 1825, il entreprend avec François-Toussaint Hacquin (1756-1832) la restauration du tableau de Léonard de Vinci, Sainte Anne, la Vierge et l'Enfant Jésus jouant avec un agneau.
Il épouse Rosalie Mégnié (1795-1886).
Il meurt à son domicile de la rue d'Enfer à l'âge de 96 ans. Il est inhumé le 4 décembre 1859 au cimetière du Montparnasse.

## Œuvres dans les collections publiques
- Chantilly, Musée Condé : Vue du Parc du Raincy[4]
- Nantes, Musée d'Arts : Paysage[5].
- Toulouse, Musée des Augustins : Vue des campagnes de Rome avec Bélisaire rencontré par des paysans[6].